# Wäscheklammer

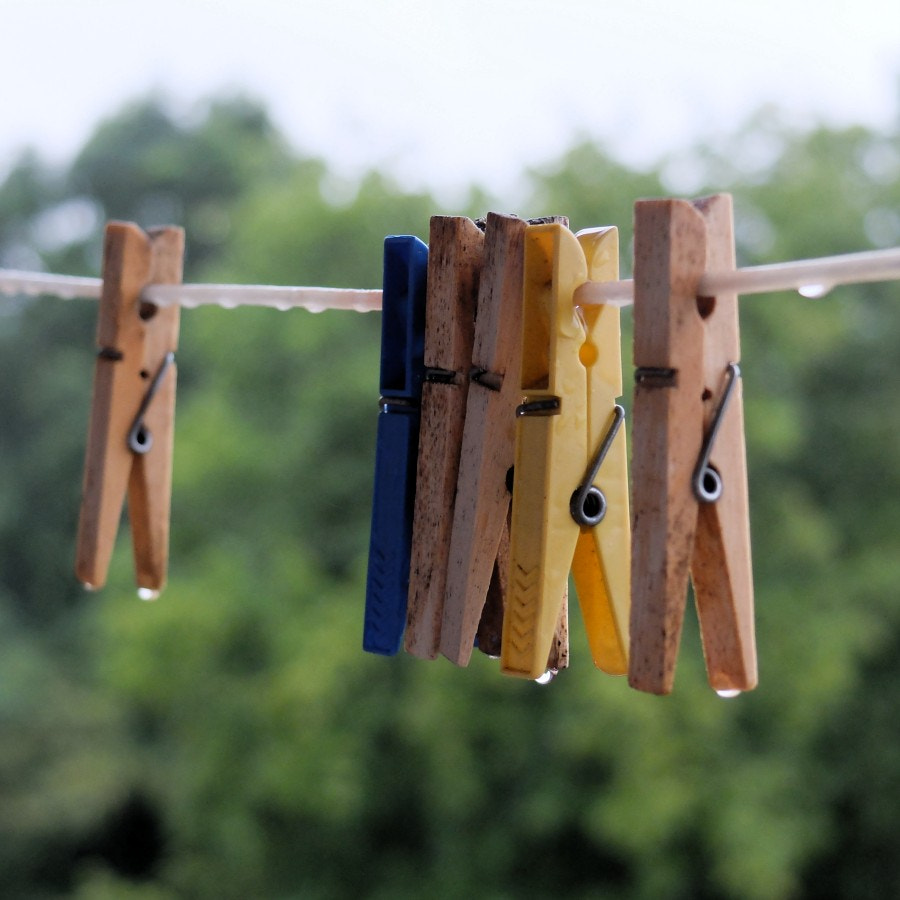
Typische Hebel-Wäscheklammern mit Schenkelfeder waren früher in der Regel aus Holz, heute sind sie oft aus Kunststoff

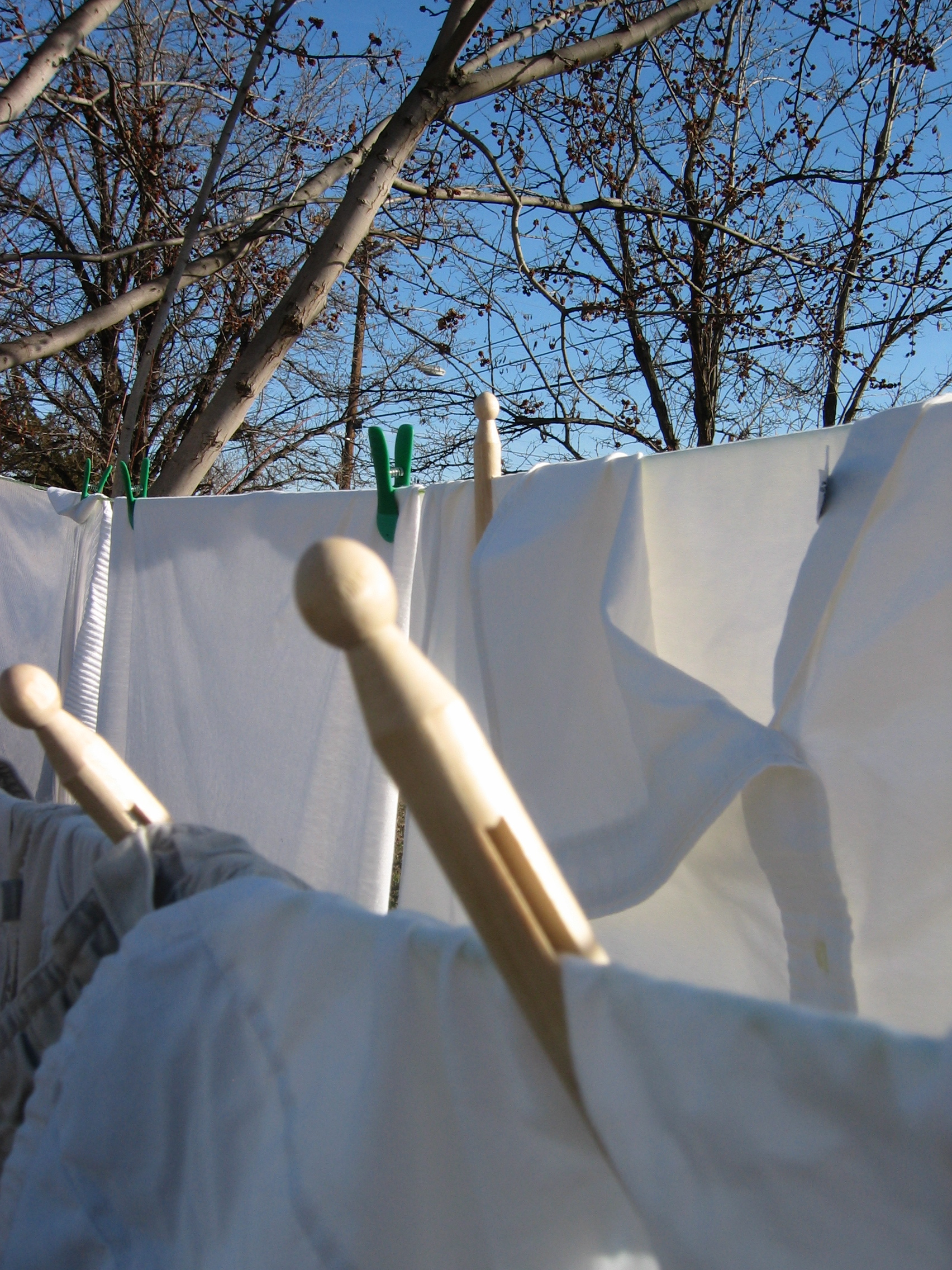
Klassische Rundkopf- bzw. Sturmwäscheklammer

Eine Wäscheklammer (in Bayern Glupperl, Waschglupperl, in Österreich auch Kluppe oder Klupperl, im Kanton Zürich und der Ostschweiz Chlüppli, Chlupperli, Chlüpperli) dient vor allem zur vorübergehenden Befestigung von Wäsche an einer Wäscheleine. Funktionell wird für diese Form der Verbindung ein Element benötigt, das sich leicht anbringen und abnehmen lässt, ohne sich zwischenzeitlich zu lösen oder die Wäsche zu beschädigen. Die ursprüngliche Aufbewahrungsform war der Klammerbeutel.
Die ursprüngliche Form der Wäscheklammer ist ein gespaltenes oder mit einem Schlitz versehenes Stück Holz, das auf die mit einem Überschlag über die Wäscheleine gelegte Wäsche gesteckt wurde und sie so an der Leine fixierte. Diese Form wird Rundkopfwäscheklammer oder Sturmwäscheklammer genannt, ist jedoch fast nur noch im Fach- oder Versandhandel erhältlich.

## Geschichte
Durch die Industrialisierung ab der zweiten Hälfte des 19. Jahrhunderts begann die Weiterentwicklung der Wäscheklammer, sowohl um die Handhabung zu vereinfachen, als auch um der maschinellen Fertigung gerecht zu werden. So wurden in den Vereinigten Staaten bis 1900 für zahlreiche verschiedene Modelle Patente erteilt.

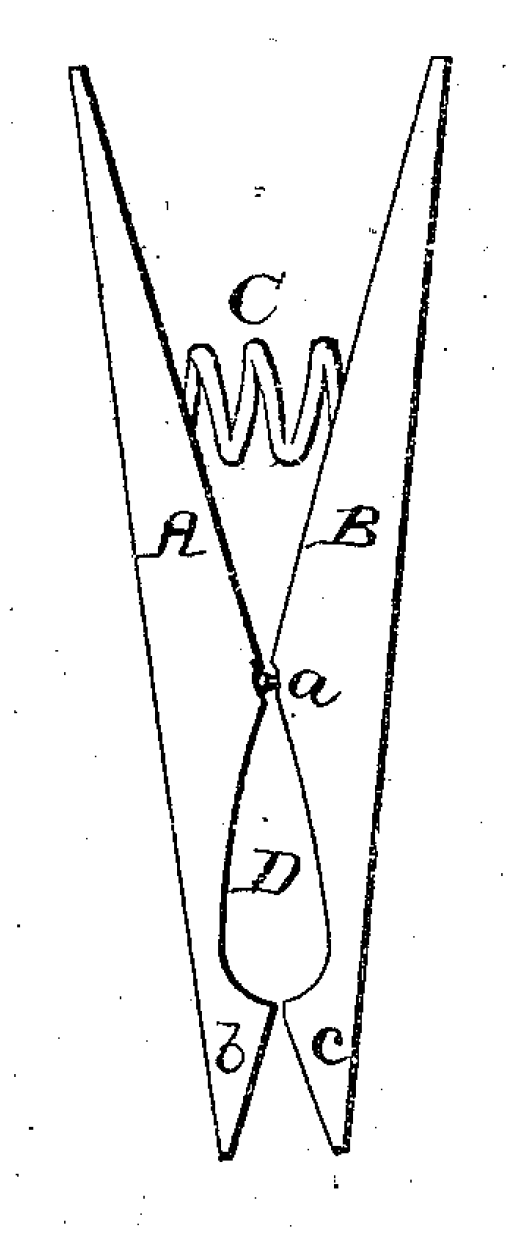
Wäscheklammer mit Feder, 1853 von David M. Smith

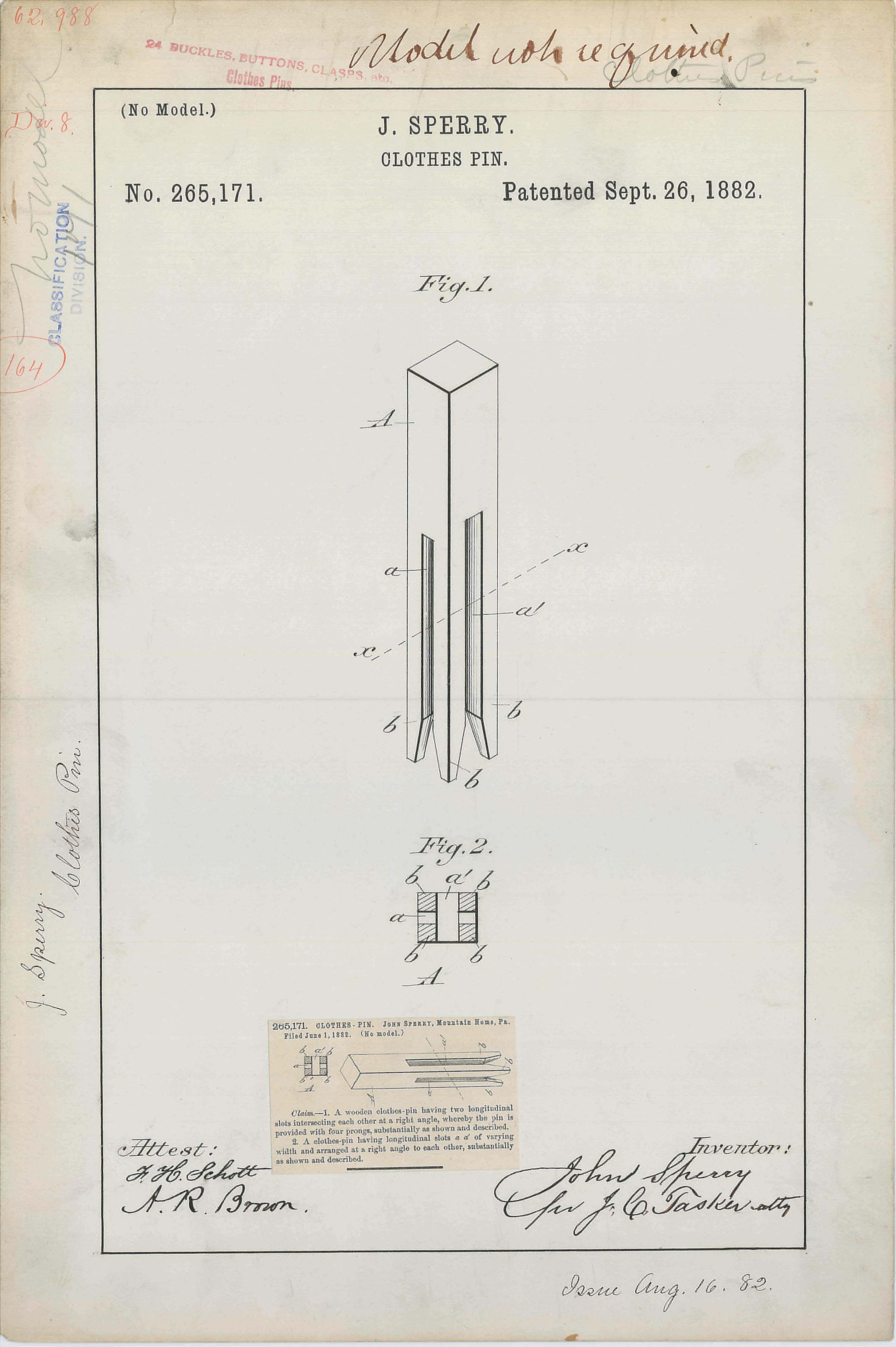
Die ursprünglichere Wäscheklammerform, ohne Feder, wurde 1882 von James Sperry zum Patent angemeldet

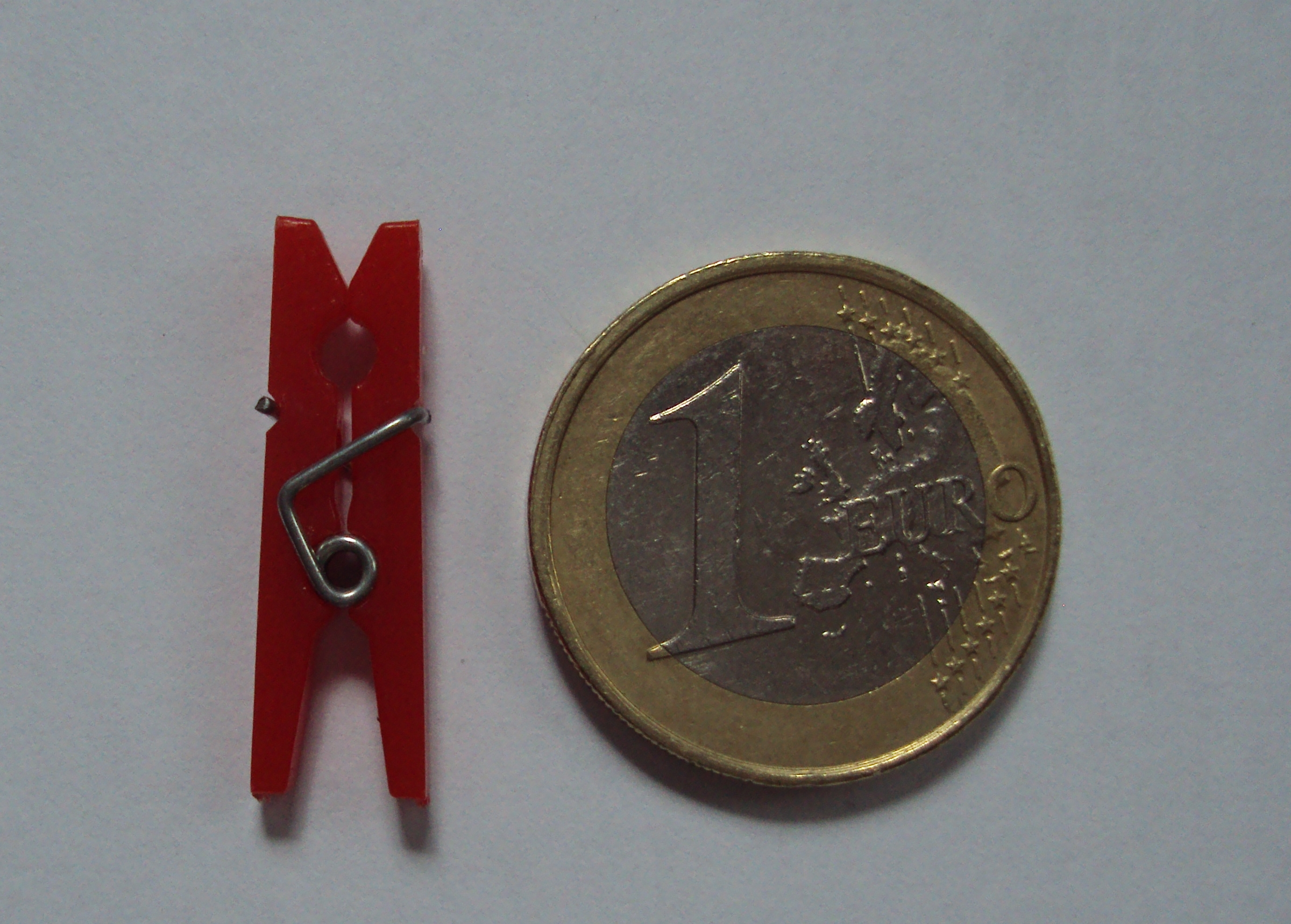
Miniaturklammer

David M. Smith, aus Springfield, Vermont wird oftmals als Erfinder der Wäscheklammer mit Feder genannt. Er meldete dieses Modell im Oktober 1853 in den USA zum Patent an. Das Design von Smith wurde durch Solon E. Moore weiter entwickelt, der sich die Rechte an seiner Weiterentwicklung mit Schenkelfeder im Sommer 1887 unter der Patentnummer 365.755 sicherte.
Erst 1882 wurde die eigentlich ursprünglichere, federlose Form der Wäscheklammer von J. Sperry zum Patent angemeldet.
In Deutschland war es Emil Richard Füchsel, aus Hermsdorf, in Sachsen-Anhalt, der im Jahr 1898 den „Entwurf eines Produktes, das Wäschestücke an einer Wäscheleine befestigt“ beim Kaiserlichen Patentamt einreichte.

„Mittelst vorliegender Wäscheklammer wird sowohl die Wäsche gut und durchaus sicher an der Leine befestigt, als auch ein Zerreißen der ersteren beim etwa durch den Wind hervorgerufenen Hin- und Herschlagen vollständig vermieden. Die Bewegung, welche der Wind der Wäsche gibt, wird der Klammer mitgeteilt; trotzdem kann ein Herabfallen beider niemals vorkommen.“

Die heute am meisten verwendete Ausführung besteht aus zwei gleichen, länglichen Schenkeln aus Holz oder Kunststoff, die in der Mitte durch eine Schenkelfeder aus nichtrostendem Metall zusammengehalten werden. Die Schenkelfeder dient dabei gleichzeitig als Gelenk. Durch Zusammendrücken der beiden Schenkel an einem Ende öffnet sich das andere Ende. Wird die Klammer losgelassen, drückt die Kraft der Feder die Schenkel wieder zusammen.
Holzklammern werden aus hellen, nicht abfärbenden und nicht harzenden Holzsorten gefertigt, üblicherweise aus unbehandeltem Birken- oder Buchenholz. Moderne Holz- oder Plastikklammern gehen, im Vergleich mit den einfachen Steckklammern, schonender mit der Wäsche um, da sie beim Anbringen und Abnehmen nicht an den Wäschestücken reiben. Außerdem benötigen Steckklammern eine dickere Wäscheleine, auf den heute meist üblichen dünnen Leinen aus Kunststoff finden sie keinen ausreichenden Halt.
Neben der Standardversion mit Schenkelfeder gibt es noch immer diverse Varianten mit anderen Federformen. In den 1970ern begann das Verdrängen des Werkstoffes Holz durch Kunststoff, wobei das Angebot an Klammern aus Holz und Bambus, durch den Wunsch vieler Verbraucher nach mehr Nachhaltigkeit und Umweltfreundlichkeit wieder zugenommen hat.

## Verwendungsmöglichkeiten
Die Wäscheklammern in ihrer modernen Form sind heutzutage ein Massenprodukt und finden in diversen Bereichen Anwendung. So werden sie von Musikern gerne als Blatthalter verwendet (etwa um Gesangbücher auf dem Notenbrett einer Kirchenorgel beim gewünschten Lied offen zu halten).
- Bastelmaterial

Holzwäscheklammern oder ihre Teile sind insbesondere als Bastelmaterial beliebt. Im Internet findet man ohne weiteres Anleitungen, wie man aus Holzwäscheklammern Tischdekoration oder Geschenkverpackungen basteln kann, aber auch kleine Tiere und Figuren, die fast überall befestigt werden können. Auch Bilderrahmen, Vasen oder Dosen können aus Wäscheklammern selbst hergestellt werden. Im Bastelbedarf werden eigens zu diesen Zwecken bereits Großpackungen mit beispielsweise 1.000 halben Wäscheklammern ohne Federn angeboten.
Symmetrische Basteleien können dabei nebenbei das Verständnis für mathematische Zusammenhänge erleichtern.
- Verwendung beim BDSM

Handelsübliche Wäscheklammern finden häufig im BDSM Verwendung. Hierbei dienen sie dazu, empfindliche Körperteile wie z. B. Brustwarzen durch unterschiedlich stark angewandten Druck und Zug zu stimulieren. Sie werden an Männern und Frauen angewendet und stellen eine Alternative zur Nutzung von speziellen Klammern dar.
- Miniklammern

Seit Ende der 1950er Jahre gibt es in Deutschland bunte, funktionsfähige Kunststoffklammern, die Wäscheklammern – in den Dimensionen 25 mm Länge, 6–7 mm Breite und 3 mm Dicke, nachempfunden sind. Diese als Partyklammern, Miniklammern oder Rock-’n’-Roll-Klammern bezeichneten Klämmerchen dienen zur Fixierung einer Serviette an der Kleidung, zur Markierung (Personalisierung) von Getränkegläsern auf Partys, zum Zusammenhalten von Notizzetteln, als Spielzeug für Kinder, als Münzverstärker bei der Arbeit mit Kindern mit Autismus-Spektrum-Störungen (ASS) oder beim manuellen Gelenkigkeitstraining von Senioren. Das Tragen von Rock-’n’-Roll-Klammern am Hemdkragen durch Jugendliche wurde in der DDR als „westfreundlich“ interpretiert.

## Fotogalerie

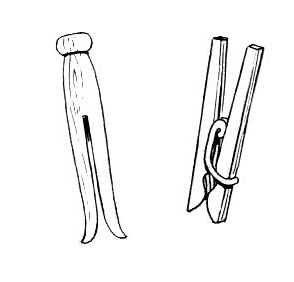
Ursprüngliche Wäscheklammer als Stück Holz mit Schlitz und Wäscheklammer als Hebelmechanismus mit Schenkelfeder
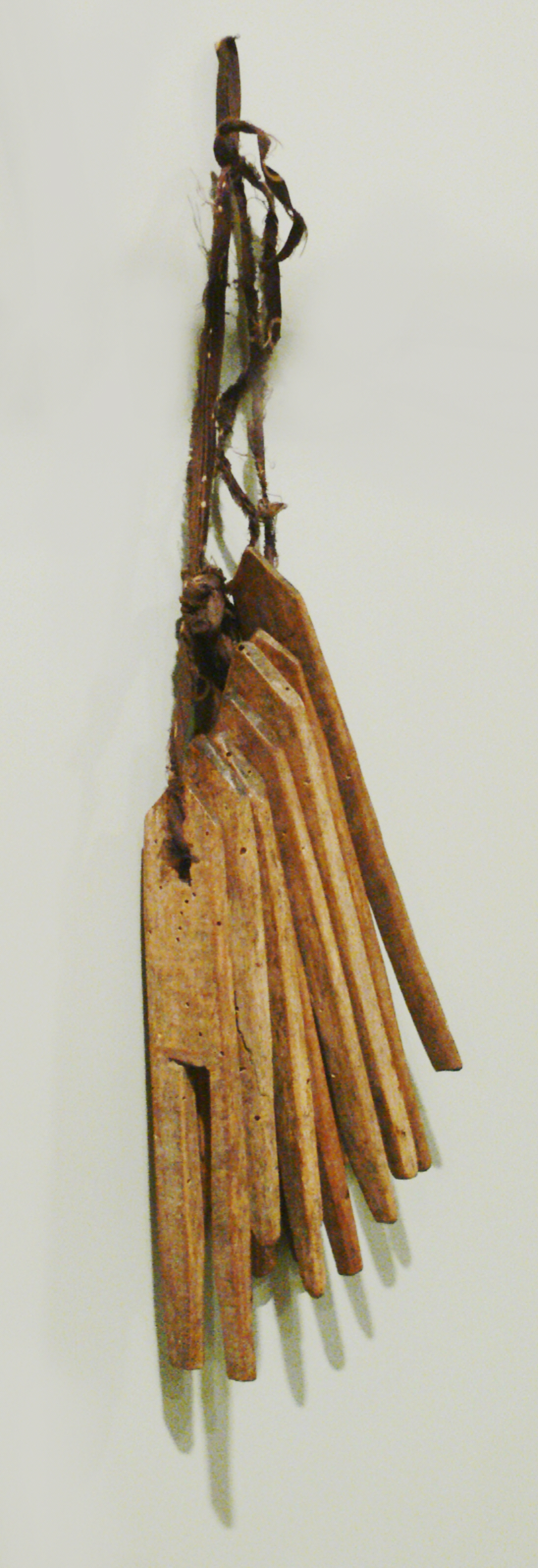
Alte geschnitzte Wäscheklammern aus Holz (19./20. Jahrhundert)
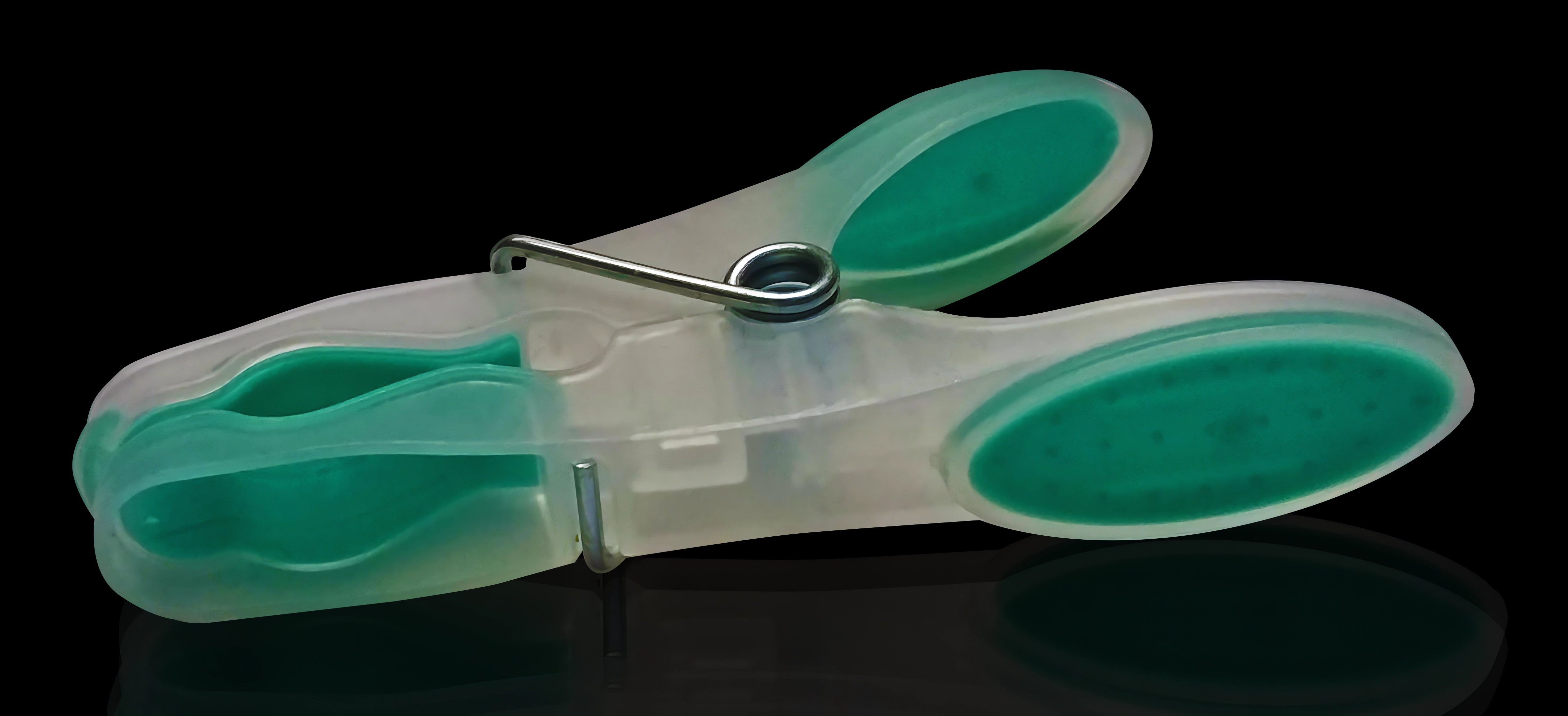
Moderne Wäscheklammer aus Kunststoff
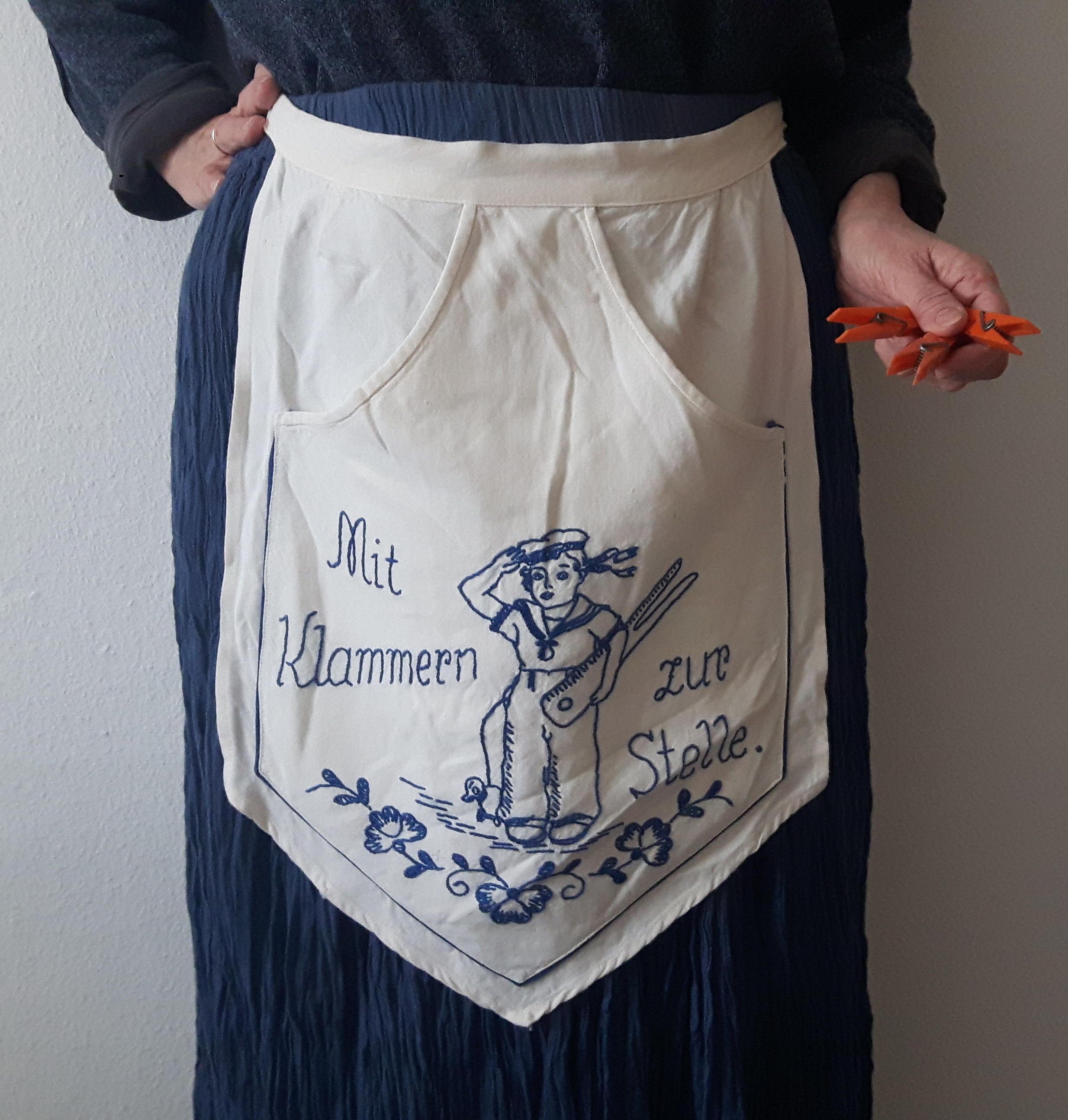
Schürze mit integriertem Klammerbeutel
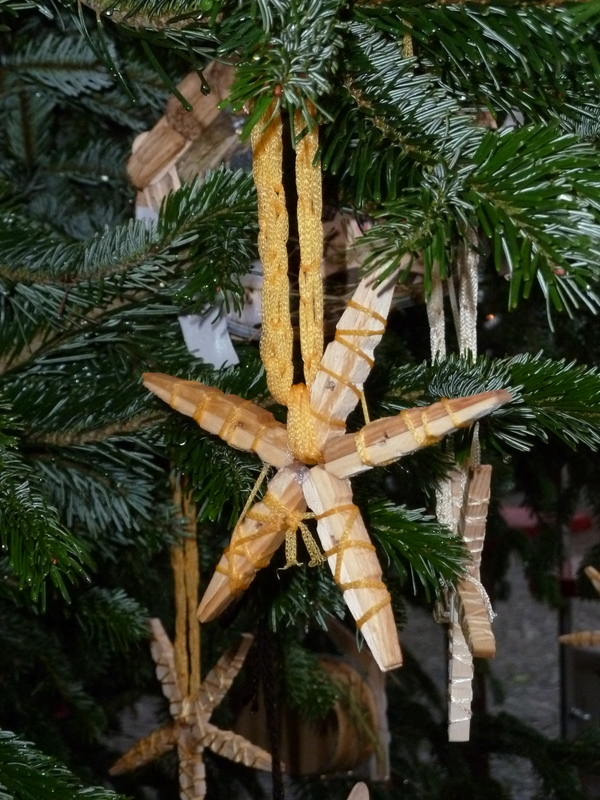
Stern aus Wäscheklammern
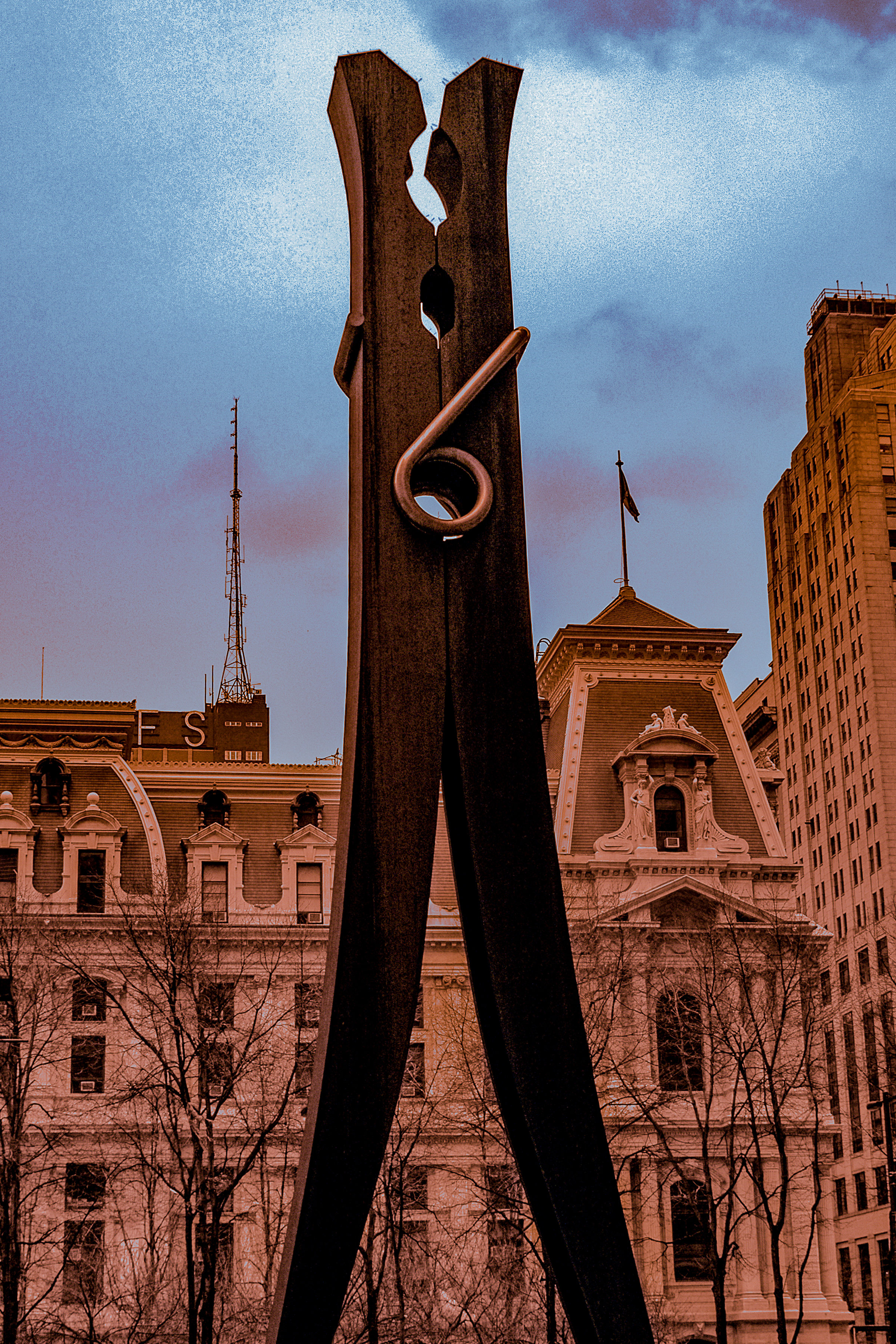
Wäscheklammer-Skulptur von Claes Oldenburg, Centre Square, Philadelphia, USA
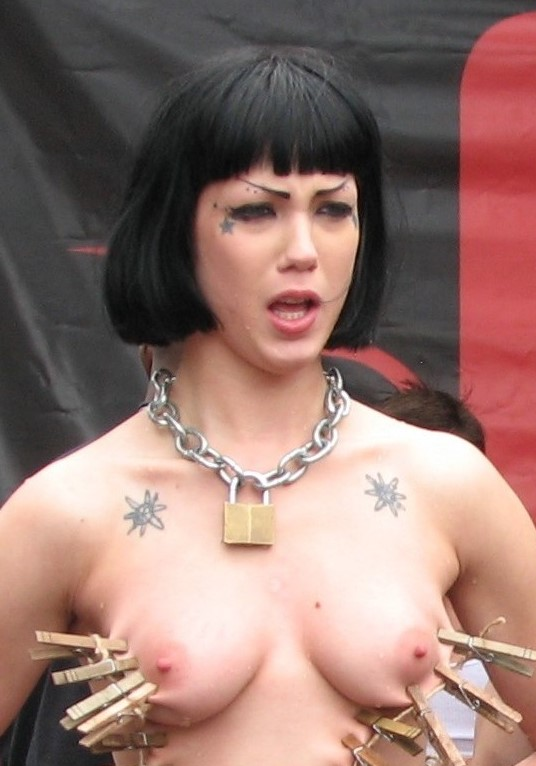
Alternative Wäscheklammer-Nutzung im BDSM, hier beim Folsom Street Fair
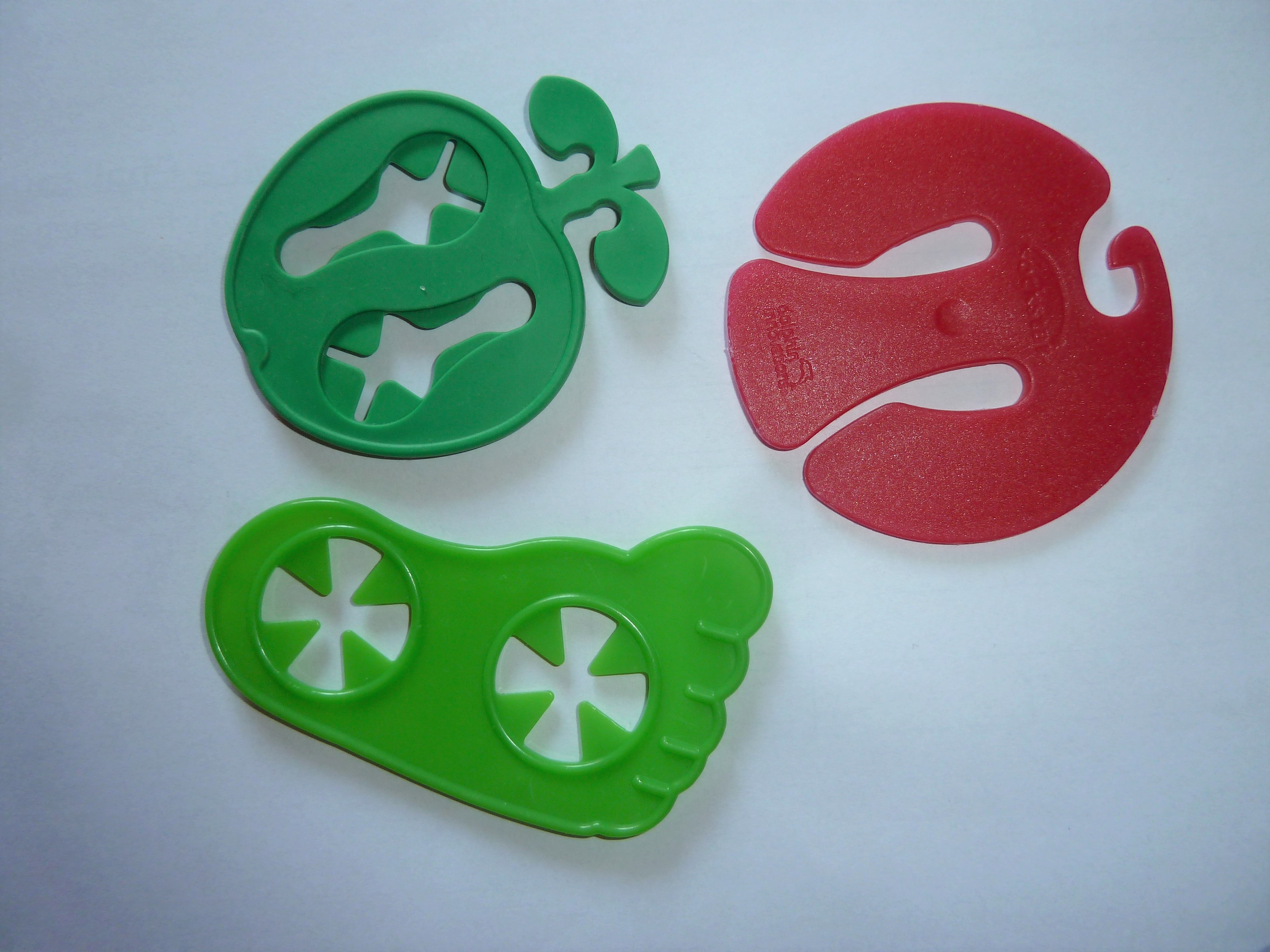
Sockenklammern, werden mitgewaschen, um die Zuordnung zusammengehöriger Sockenpaare zu erleichtern